# Pedro Hurtado de la Vera
Pedro Hurtado de la Vera, pseudónimo de Pedro Faria fue un escritor español del siglo XVI.
Posiblemente natural de la La Vera de Plasencia, residió en Flandes por los años de 1572. Escribió en prosa una pieza alegórica extravagante: Comedia intitvlada doleria, d'el sueño d'el Mundo, cuyo Argumento va tratado por via de Philosophia Moral (Amberes, 1572), cuyos personajes simbolizan las virtudes o los vicios al estilo de las antiguas moralidades, y donde se deja sentir el influjo de La Celestina. También es suya la Historia lastimera del Príncipe Erasto, hijo del emperador Diocleciano (Amberes: Viuda y herederos de Juan Stelsio,  1573) en realidad una traducción desde un original italiano (Compassionevoli avvenimenti d'Erasto, Venecia, 1542); del texto de Hurtado hay edición moderna (Historia lastimera del príncipe Erasto, ed. Anthony J. Farrell & Gregory P. Andrachuk, Salamanca: Universidad de Salamanca, 1996).